# Pholcus silvai
Pholcus silvai is een spinnensoort uit de familie trilspinnen (Pholcidae). De soort komt voor op Madeira.